# На грани (фильм, 1997)
«На гра́ни» (англ. The Edge) — приключенческий фильм с элементами психологической драмы и триллера. Режиссёром выступил Ли Тамахори. Премьера в кинотеатрах США состоялась 26 сентября 1997 года.
В теглайн фильма была выбрана фраза: «Что если ваш злейший враг будет вашим единственным шансом выжить?»

## Сюжет
Пожилой миллиардер Чарльз Морс отправляется вместе с молодой красавицей-женой фотомоделью Микки на Аляску, где профессиональный фотограф Боб Грин надеется сделать прекрасные снимки. Мужчина, который должен был позировать вместе с Микки, заболел, и Боб уговаривает Чарльза полететь на озеро, вблизи которого жил индейский охотник, чью фотографию он увидел в доме, где они остановились, и посчитал, что тот идеально подойдёт для фотосессии.
Во время полёта самолёт столкнулся с птицами и упал в озеро. Лётчик погиб, но Чарльзу, Бобу и его помощнику Стивену удалось спастись. Связь потеряна, холодает, шансы на спасение невелики. Как выжить вдали от цивилизации?
Чарльз Морс, обладающий исключительной памятью и эрудицией, как раз накануне читал книгу на эту тему. Его знания, мужество и самообладание заставили и его спутников бороться за жизнь. Однако у них появилась проблема: за ними неотступно следует огромный бурый медведь-людоед, а Стивен глубоко ранит себе ногу ножом при изготовлении копья. В дождливую ночь медведь находит по запаху крови беглецов и убивает Стивена.
Становится всё холоднее, силы на исходе. Морс предлагает ловить рыбу на золотую цепочку от карманных часов, и у него это почти получается, но тут на них опять нападает идущий по следу медведь. Морс сооружает ловушку для зверя по примеру индейцев, хотя Боб не верит в успех затеи. В упорной борьбе медведь падает, пронзённый деревянным колом. Решился вопрос с тёплой одеждой и на какое-то время — с пропитанием.
Однажды они набрели на заброшенное охотничье жилище, в котором нашли каноэ, карабин, патроны, посуду и карту. Морс предлагает дальше плыть по реке. До спасения оставалось недолго. Но именно тогда выяснилось, что Боб был любовником жены Чарльза и задумал убить его. Уже готовый нажать на спусковой крючок Грин падает в яму-ловушку. Чарльз вытаскивает израненного Боба и оказывает первую помощь. Затем они сплавляются по реке на каноэ. В конце концов их замечают с пролетающего мимо полицейского вертолёта, но Боб к этому времени умирает от заражения крови. 
«Всем нам выпадают в жизни испытания, но они совершенно не такие, какие хотелось бы», — говорит Морс встречающим его репортёрам. — «А друзья погибли, спасая мне жизнь».

## В ролях
- Энтони Хопкинс — Чарльз Морс, миллиардер-предприниматель
- Алек Болдуин — Боб Грин, фотограф
- Эль Макферсон — Микки, жена Морса, фотомодель
- Гарольд Перрино — Стивен, помощник Грина
- Л.К. Джонс — Стайлс, владелец гостиницы
- Кэтлин Уилхойт — Джинни
- Дэвид Линстедт — Джеймс
- Барт — медведь

## Съёмки
- Во время съёмок фильма Болдуин облокотился на дерево (оно по замыслу режиссёра было подпилено), которое упало на близстоящего Хопкинса. Энтони сбило с ног, но он отделался только ушибами[источник не указан 4608 дней].
- В съёмках был задействован дрессированный цирковой медведь по кличке Барт.
- Книга «Lost in the Wilds» (пер. с англ. — «Потерянные в дикой природе»), которую читает герой Энтони Хопкинса, была придумана специально для этого фильма.
- Нож, который фигурирует в фильме, был сделан на заказ мастером Брайаном Литлом (англ. Brian Lyttle) из нержавеющей стали с ручкой из слоновой кости[3].
- Самолёт DHC-2 Beaver — одномоторный лёгкий многоцелевой самолёт-амфибия короткого взлёта и посадки, предназначенный для эксплуатации в сложных условиях неосвоенных районов. Серийный выпуск модели был прекращен в 1967 году (производитель — канадская компания «de Havilland Canada»).
- Использованный в фильме самолёт был задействован также при съёмках картины «Шесть дней, семь ночей» (1998). В обеих кинолентах он терпит аварию[4].
- Боб Грин (Алек Болдуин) в фильме пользуется фотоаппаратом Nikon F5, анонсированным годом ранее.